# Atalaya de Nograles
La atalaya de Nograles es una torre situada en los alrededores de la localidad española homónima, perteneciente al municipio de Recuerda, en la provincia de Soria, comunidad autónoma de Castilla y León.

## Historia y descripción

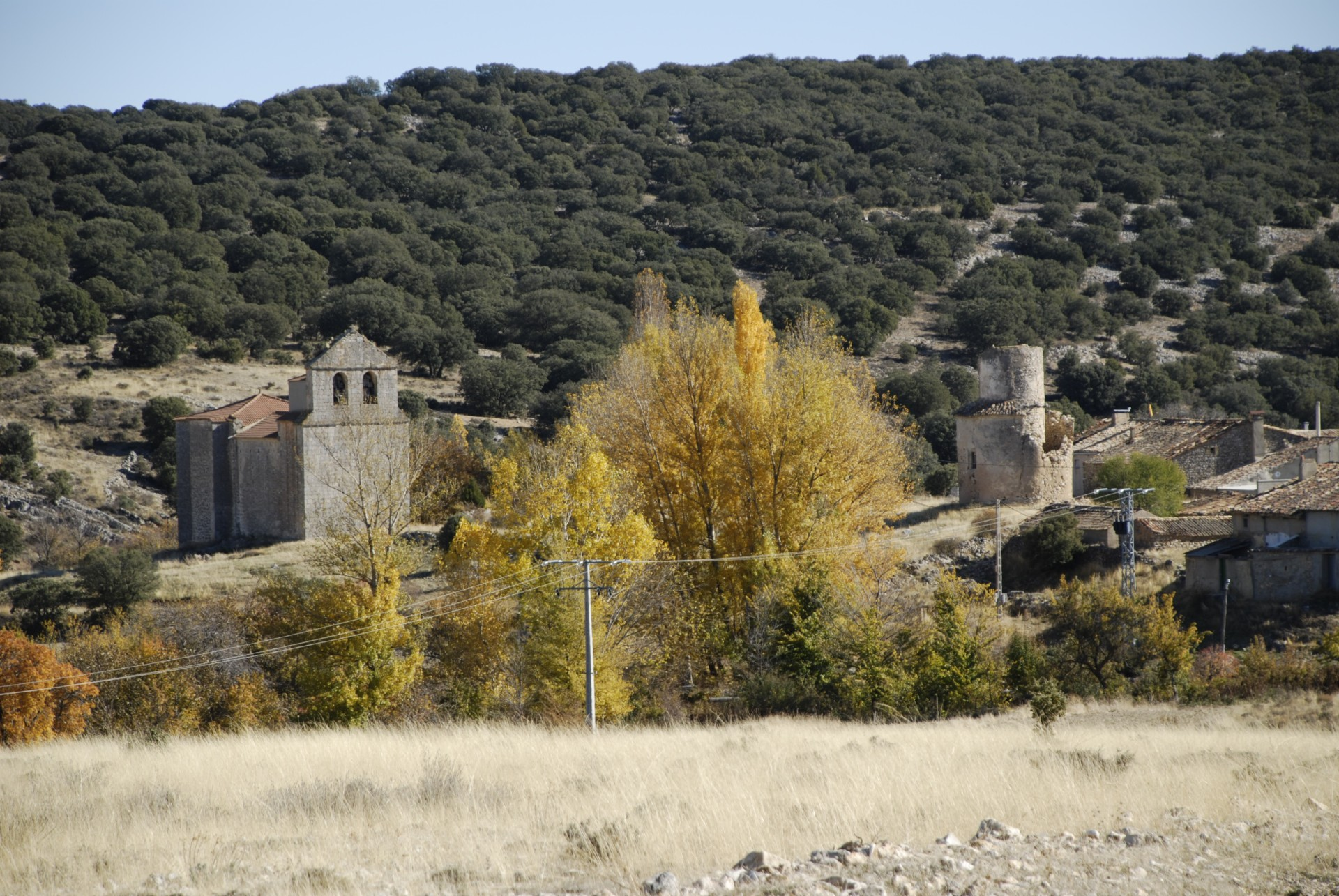
Vista de la torre, rodeada por un palomar y su entorno.

Durante el siglo x, el impulso repoblador de los condes castellanos hacia el sur, ocupado por los musulmanes, supuso el establecimiento de una nueva frontera en torno al Duero. La respuesta del Califato será el reforzamiento de los sistemas defensivos mediante la construcción de fortificaciones, adecuándolas a la nueva situación de frontera. La Atalaya de Nograles, en Nograles, Recuerda, se sitúa en la zona más elevada del casco urbano de la localidad. De planta circular, conserva la puerta de acceso a la altura del primer piso, de forma rectangular (la del segundo piso está tapiada), adintelada, con las jambas realizadas en piedra arenisca bien trabajada. En la actualidad, a pesar de que su fábrica, de sillarejo con mortero de cal, se encuentra alterada en muchos puntos por el palomar anular que la rodea, sigue conservando su interés y singularidad.
Fue declarada bien de interés cultural con la categoría de monumento el 23 de enero de 2014.
En diciembre de 2022, La Comisión Territorial de Patrimonio Cultural autoriza obras de acceso y señalización.